# Saint-Martin-le-Vieil
Saint-Martin-le-Vieil è un comune francese di 233 abitanti situato nel dipartimento dell'Aude nella regione dell'Occitania.

## Monumenti e luoghi d'interesse
- Abbazia di Santa Maria Villelongue

## Società

### Evoluzione demografica
Abitanti censiti